# یوشوا (لوزنیتسا)
یوشوا (به صربی: Joševa) یک منطقهٔ مسکونی در صربستان است که در لوزنیسا واقع شده‌است. یوشوا ۱٬۱۲۳ نفر جمعیت دارد.